# 리처드 J. 번스타인

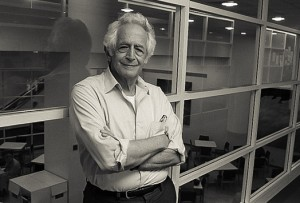

리처드 J. 번스타인(Richard J. Bernstein, 본명: 리처드 제이콥 번스타인, Richard Jacob Bernstein, 1932년 5월 14일 – 2022년 7월 4일)은 해버퍼드 칼리지와 사회연구 뉴 스쿨에서 수년 동안 강의한 미국 철학자였으며 그곳에서 베라리스트(Vera List) 철학 교수를 역임했다. 번스타인은 미국 실용주의, 신실용주의, 비판 이론, 탈구축, 사회철학, 정치철학, 해석학 (철학)을 포함한 광범위한 문제와 철학적 전통에 대해 광범위하게 저술했다.
번스타인의 작업은 서로 다른 철학 학파와 전통 사이의 교차점을 조사하여 20세기 철학에서 분석적/대륙적 구분으로 분리되어 있던 사상가와 철학적 통찰력을 하나로 모으는 방식으로 가장 잘 알려져 있다.
그의 작품에 만연한 실용적이고 대화적인 정신은 한나 아렌트, 위르겐 하버마스, 리처드 로티, 한스게오르크 가다머, 자크 데리다, 아그네스 헬러(Agnes Heller) 및 찰스 테일러 (철학자)와 같은 다른 현대 사상가들과의 수많은 철학적 교류에서도 나타났다.
번스타인은 학술 철학의 전문적인 토론뿐만 아니라 현대 생활의 사회적, 정치적, 문화적 측면을 다루는 더 큰 문제에 관심을 가진 대중 지식인이었다. 평생 동안 번스타인은 다양한 사회적 원인을 적극적으로 지지했으며 참여 민주주의 운동에 참여했으며 오류주의에 대한 헌신, 다원주의 참여, 비판적 공동체 육성 등 미국 실용주의 전통의 주요 미덕 중 일부를 옹호했다.